# 上広瀬
上広瀬（かみひろせ）は、埼玉県狭山市にある地名。郵便番号は350-1321。

## 地理
現在、上広瀬として残っているのは首都圏中央連絡自動車道狭山日高インターチェンジ周辺で、住居表示実施により、広瀬、広瀬台、広瀬東などに変更されている。

## 歴史
- 1889年（明治22年）[4]4月1日 - 町村制施行により、根岸村、上広瀬村、下広瀬村、笹井村が合併し高麗郡水富村が成立する。水富村の大字となる。
- 1896年（明治29年）[5]3月29日 - 高麗郡が入間郡と統合し入間郡となる。
- 1954年（昭和29年）7月1日 - 入間川町、入間村、堀兼村、奥富村、柏原村と合併し狭山市を新設する[6]。狭山市の大字となる。
- 2001年（平成13年）9月1日 - 住居表示を実施。一部から広瀬一、二丁目と三丁目の一部（1〜12、14〜38番地と8、14番地の一部）が成立[7][8]。
- 2003年（平成15年）9月1日 - 住居表示を実施。上広瀬、下広瀬の各一部から広瀬台一丁目（1〜37番地、31番地の一部）、二丁目（1〜6番地、7番地の一部）、三丁目の一部（1〜15番地）が成立[9]。
- 2008年（平成20年）9月1日 - 住居表示を実施。一部を広瀬台一丁目（31番地の一部、38〜66番地）、広瀬台二丁目（7番地の一部8〜17番地）、広瀬台三丁目（16〜39番地）、広瀬三丁目（13番地、8、14番地の一部）、広瀬東四丁目（41〜44番地）に編入[10][11]。

## 世帯数と人口
2017年（平成29年）9月1日現在の世帯数と人口は以下の通りである。
| 大字   | 世帯数  | 人口  |
| ------ | ------- | ----- |
| 上広瀬 | 170世帯 | 414人 |

## 小・中学校の学区
市立小・中学校に通う場合、学区（校区）は以下の通りとなる。
| 番地 | 小学校             | 中学校           |
| ---- | ------------------ | ---------------- |
| 全域 | 狭山市立水富小学校 | 狭山市立西中学校 |

## 交通

### 鉄道
地区内に鉄道は敷設されていない。最寄駅は国道16号を通り、西武池袋線入間市駅まで約3キロ程距離がある。

### 路線バス
地区内に路線バスは運行されていないが、バス停までは徒歩圏内にいくつか存在する。ただし、運行本数はごくわずかとなっている。
- 西武バス
- 「根岸坂上」停留所
  - 狭山25:狭山市駅西口 - 広瀬橋北 - 根岸坂下 - 川崎 - 中居 - 飯能駅北口

土日祝日の1便のみ運行。
- 「武蔵野学院大学」停留所
  - 狭山22-1:狭山市駅西口 - 新富士見橋 - (直通）- 上広瀬郵便局 - 日生団地 - 武蔵野学院大学（月〜金曜日のみ運行）
  - 狭山22-1:狭山市駅西口 - 新富士見橋 - 広瀬橋北 - つつじ野団地中央 - 上広瀬郵便局 - 日生団地 - 武蔵野学院大学

月〜土曜日の運行。日曜祝日は運休。

## 施設
- ひろせ台保育園
- 武蔵野短期大学付属幼稚園
- 上ノ原団地公園
- 日本電波工業 狭山事業所
  - 敷地の一部が下広瀬の飛地にあるが、会社の住所表記が上広瀬である[16]。

## 寺社・史跡
- 広瀬浅間神社[17]
- 上広瀬古墳群